# Кузьминская (Ильинское сельское поселение)
Кузьминская — деревня в Харовском районе Вологодской области.
Входит в состав Ильинского сельского поселения, с точки зрения административно-территориального деления — в Ильинский сельсовет.
Расстояние по автодороге до районного центра Харовска — 25,5 км, до центра муниципального образования Семенихи — 0,5 км. Ближайшие населённые пункты — Ильинская Поповка, Семениха, Большая.
По переписи 2002 года население — 11 человек.